# Naval Submarine Base Kings Bay
Naval Submarine Base Kings Bay (SWFLANT - Strategic Weapons Facility, Atlantic)  – atlantycka baza okrętów podwodnych z napędem jądrowym, nosicieli strategicznych pocisków balistycznych SLBM, położona w Kings Bay w  stanie Georgia.
NSB Kings Bay jest jedną z najważniejszych amerykańskich baz morskich w systemie strategicznego odstraszania (nuclear deterrence). W bazie ma siedzibę kilka dowództw strategicznych sił jądrowych floty, przede wszystkim jest jednak portem macierzystym okrętów podwodnych typu Ohio - nosicieli strategicznych pocisków z głowicami jądrowymi (SLBM) - Trident II D-5.

## Powstanie bazy

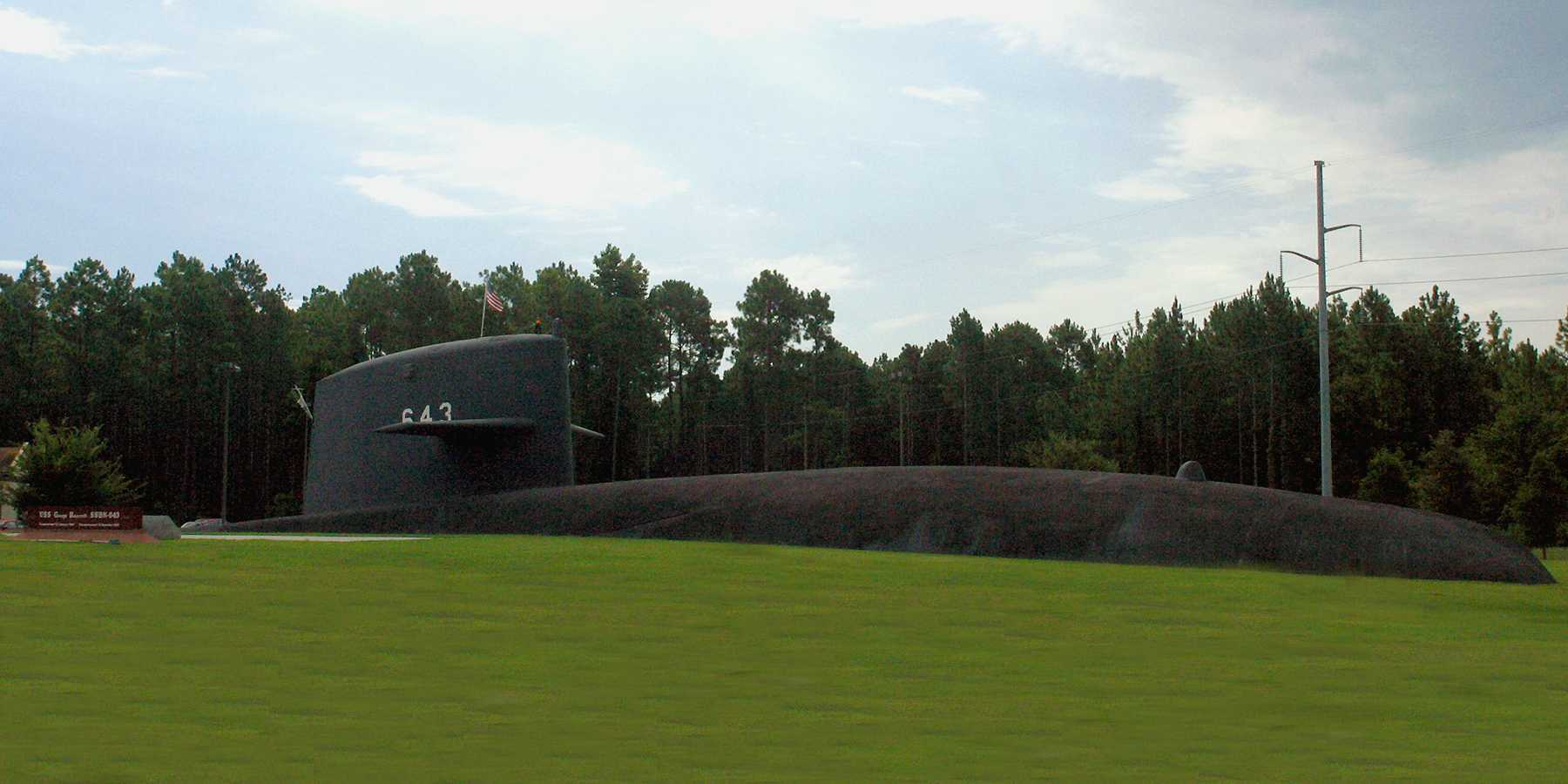
Kiosk USS "George Bancroft" (SSBN-643) jako pomnik przy jednej z bram wejściowych do bazy Kings Bay

W 1954 roku wojska lądowe Stanów Zjednoczonych rozpoczęły nabywanie terenu w King's Bay; planowano wybudować tam wojskowy terminal morski, który można by wykorzystywać w transporcie amunicji na wypadek zagrożenia bezpieczeństwa narodowego Stanów Zjednoczonych. Budowa terminalu rozpoczęła się w 1956 roku, a zakończono ją dwa lata później, kosztem 11 milionów dolarów. Z uwagi jednak na brak natychmiastowej potrzeby operacyjnego wykorzystania terminalu, instalacja nie została uruchomiona.
Zawartym w 1976 roku Traktatem o Przyjaźni i Współpracy z Hiszpanią, Stany Zjednoczone zobowiązały się do opuszczenia najbardziej strategicznej bazy Marynarki Rota na Morzu Śródziemnym przez 16 Eskadrę Okrętów Podwodnych. Na skutek przyjętego zobowiązania Dowództwo Floty rozpoczęło studia nad możliwościami relokacji okrętów SSBN z Roty na wschodnie wybrzeże Stanów Zjednoczonych., w ramach których rozważano różne lokalizacje wzdłuż wybrzeża Atlantyku i Zatoki Meksykańskiej. Ostatecznie, 26 stycznia 1978 roku ogłoszono, że nową baza okrętów podwodnych szesnastej eskadry zostanie Kings's Bay. Przygotowania do budowy nowej bazy rozpoczęły się przekazaniem Marynarce przez Armię wybudowanego wcześniej terminalu, co nastąpiło 1 lipca 1978 roku, aby następnie rozpocząć największa inwestycję Marynarki czasu pokoju kiedykolwiek, która pochłonęła 1,3 miliarda ówczesnych dolarów. Rozpoczęta jeszcze w tym samym roku budowa, zakończyła się rok później, a 2 lipca 1979 roku pierwsza jednostka 16 eskadry - okręt zaopatrzenia okrętów podwodnych USS "Simon Lake" (AS-33) wpłynął do King's Bay, cztery zaś dni później do jego burty przycumował pierwszy okręt bojowy USS "James Monroe" (SSBN-622) - jednostka typu Lafayette, aby rozpocząć rutynowe uzupełnianie zaopatrzenia okrętu przed wyjściem w kolejny patrol.
W maju 1979 roku baza zaopatrzenia okrętów SSBN (Naval Submarine Support Base) w King's Bay - obok Bangor, w stanie Waszyngton - została wybrana przez marynarkę główną bazą zaopatrzenia okrętów typu Trident na Atlantyku. Po przeprowadzeniu natomiast studiów nad wpływem tego na środowisko naturalne, w październiku 1980 roku Marynarka ogłosiła, iż King's Bay zostanie główną atlantycka bazą okrętów tego typu. 1 kwietnia 1982 roku, w uwzględnieniu rosnącego znaczenia bazy w King's Bay, dokonano zmiany jej nazwy, przemianowując ją na Naval Submarine Base King's Bay.